# Freakish
Freakish – amerykański serial telewizyjny (horror) wyprodukowany przez AwesomenessTV, którego twórcą jest Beth Szymkowski. Serial jest emitowany od 10 października 2016 roku za pośrednictwem platformy internetowej Hulu
.
Serial opowiada o grupie nastolatków, którzy walczą z mutantami powstałymi po wybuchu chemikaliów w mieście.

## Obsada

### Główna
- Leo Howard jako Grover Jones
- Liza Koshy jako Violet Adams
- Adam Hicks jako Diesel Turner
- Melvin Gregg jako Lashawn Deveraux
- Meghan Rienks jako Zoe Parker
- Tyler Chase jako Barrett McIntyre
- Hayes Grier jako Noodle Nelson(sezon 1)
- Mary Mouser jako Mary Jones(sezon 1)
- Aislinn Paul jako Natalie Callaway(sezon 1)

### Role drugoplanowe
- Alex Ozerov jako Lyle(sezon 1)
- Chad Michael Collins jako John Collins (season 1)
- Olivia Gonzales jako Addy(sezon 1)
- Chad L. Coleman jako Coach(sezon 1)
- Brant Daugherty jako Jake(sezon 2)[2]
- Tati Gabrielle jako Birdie(sezon 2)
- Ryan McCartan jako Oliver (sezon 2)[2]
- Saxon Sharbino jako Anka (sezon 2)[2]
- Jordan Calloway jako Zane Hiatt (sezon 2)[2]
- Niki DeMartino jako Sadie(sezon 2)[2]
- Amanda Steele jako Hailey(sezon 2)[2]
- Jake Busey jako Earl (sezon 2)[2]

## Odcinki
| Sezon | Odcinki | Oryginalna emisja w Hulu | Oryginalna emisja w Hulu |
| Sezon | Odcinki | Premiera sezonu          | Finał sezonu             |
| ----- | ------- | ------------------------ | ------------------------ |
| 1     | 10      | 10 października 2016     | 10 października 2016     |
| 2     | 10      | 18 października 2017     | 18 października 2017     |

### Sezon 1 (2016)
| Nr | #  | Tytuł           | Reżyseria           | Scenariusz                         | Premiera w Hulu      |
| -- | -- | --------------- | ------------------- | ---------------------------------- | -------------------- |
| 1  | 1  | Detention       | Chris Grismer       | Beth Szymkowski                    | 10 października 2016 |
| 2  | 2  | Winds of Change | Chris Grismer       | Beth Szymkowski                    | 10 października 2016 |
| 3  | 3  | Secrets         | Michael A. Allowitz | Beth Szymkowski                    | 10 października 2016 |
| 4  | 4  | Trapped         | Chris Grismer       | Matthew V. Lewis                   | 10 października 2016 |
| 5  | 5  | Weakness        | Michael A. Allowitz | Beth Szymkowski                    | 10 października 2016 |
| 6  | 6  | Thirst          | Chris Grismer       | Beth Szymkowski                    | 10 października 2016 |
| 7  | 7  | Knockout        | Chris Grismer       | Matthew V. Lewis                   | 10 października 2016 |
| 8  | 8  | Outsiders       | Heather Cappiello   | Beth Szymkowski                    | 10 października 2016 |
| 9  | 9  | Saved           | Tony Solomons       | Matthew V. Lewis                   | 10 października 2016 |
| 10 | 10 | Prey            | Chris Grismer       | Beth Szymkowski & Matthew V. Lewis | 10 października 2016 |

### Sezon 2 (2017)
| Nr | #  | Tytuł             | Reżyseria           | Scenariusz             | Premiera w Hulu      |
| -- | -- | ----------------- | ------------------- | ---------------------- | -------------------- |
| 11 | 1  | Trespass          | Chris Grismer       | Beth Szymkowski        | 18 października 2017 |
| 12 | 2  | Attraction        | Chris Grismer       | Erin Maher, Kay Reindl | 18 października 2017 |
| 13 | 3  | Strangers         | Michael A. Allowitz | Kristine Huntley       | 18 października 2017 |
| 14 | 4  | Trust Issues      | Stacy Title         | Adam Karp              | 18 października 2017 |
| 15 | 5  | Self Preservatiom | Chris Grismer       | Beth Szymkowski        | 18 października 2017 |
| 16 | 6  | Dare              | Tony Solomons       | Erin Maher, Kay Reindl | 18 października 2017 |
| 17 | 7  | Haters            | Craig David Wallace | Adam Karp              | 18 października 2017 |
| 18 | 8  | Humanity          | Tony Solomons       | Kristine Huntley       | 18 października 2017 |
| 19 | 9  | Rescue            | Craig David Wallace |                        | 18 października 2017 |
| 20 | 10 | Turning           | Craig David Wallace |                        | 18 października 2017 |

## Produkcja
14 kwietnia 2016 roku, platforma Hulu zamówiła pierwszy sezon horroru.
1 maja 2017 roku, platforma Hulu ogłosiła zamówienie drugiego sezonu.
Pod koniec czerwca 2017 roku, ogłoszono, że do obsady dołączyli: Brant Daugherty jako Jake, Tati Gabrielle jako Birdie, Ryan McCartan jako Oliver, Saxon Sharbino jako Anka, Jordan Calloway jako Zane Hiatt, Niki DeMartino jako Sadie, Amanda Steele jako Hailey oraz Jake Busey jako Ear